# Rajd na Saint-Nazaire
Rajd na Saint-Nazaire (operacja Chariot) – brytyjski atak na niemiecką bazę morską we francuskim porcie Saint-Nazaire podczas II wojny światowej. Akcja została przeprowadzona w nocy 28 marca 1942 roku połączonymi siłami Royal Navy i komandosów British Army. Jej głównym celem był suchy dok – ówcześnie największy na świecie i jedyny na okupowanym atlantyckim wybrzeżu zdolny pomieścić niemiecki pancernik „Tirpitz”.
Plan ataku zakładał staranowanie zewnętrznych wrót doku przez niszczyciel HMS „Campbeltown”, pod którego pokładem złożone zostały ładunki wybuchowe z zapalnikami czasowymi. W tym samym czasie miał nastąpić desant komandosów, których zadaniem było unieszkodliwienie niemieckich stanowisk obronnych i dokonanie jak największych zniszczeń infrastruktury portowej. Po wypełnieniu swych zadań komandosi mieli powrócić na okręty i ewakuować się, zanim nastąpi eksplozja ładunków wybuchowych na niszczycielu, a w rezultacie destrukcja doku. Rajd, pomimo komplikacji i pozornego fiaska, zakończył się brytyjskim sukcesem – w opóźnionej eksplozji niszczyciela suchy dok został wyłączony z użytku na następne 5 lat. Rajd został jednak okupiony ciężkimi stratami. Zaledwie 3 z 18 okrętów, które wzięły udział w ataku, powróciły do Wielkiej Brytanii. Spośród ponad 250 komandosów tylko nielicznym udało się uniknąć śmierci lub niemieckiej niewoli.
Ze względu na rozmach i powodzenie operacji, w brytyjskiej tradycji militarnej znana jest ona również pod nazwą „największego z rajdów” (the greatest raid of all), a także „największego rajdu wszech czasów” (the greatest raid of all time) .

## Tło operacji

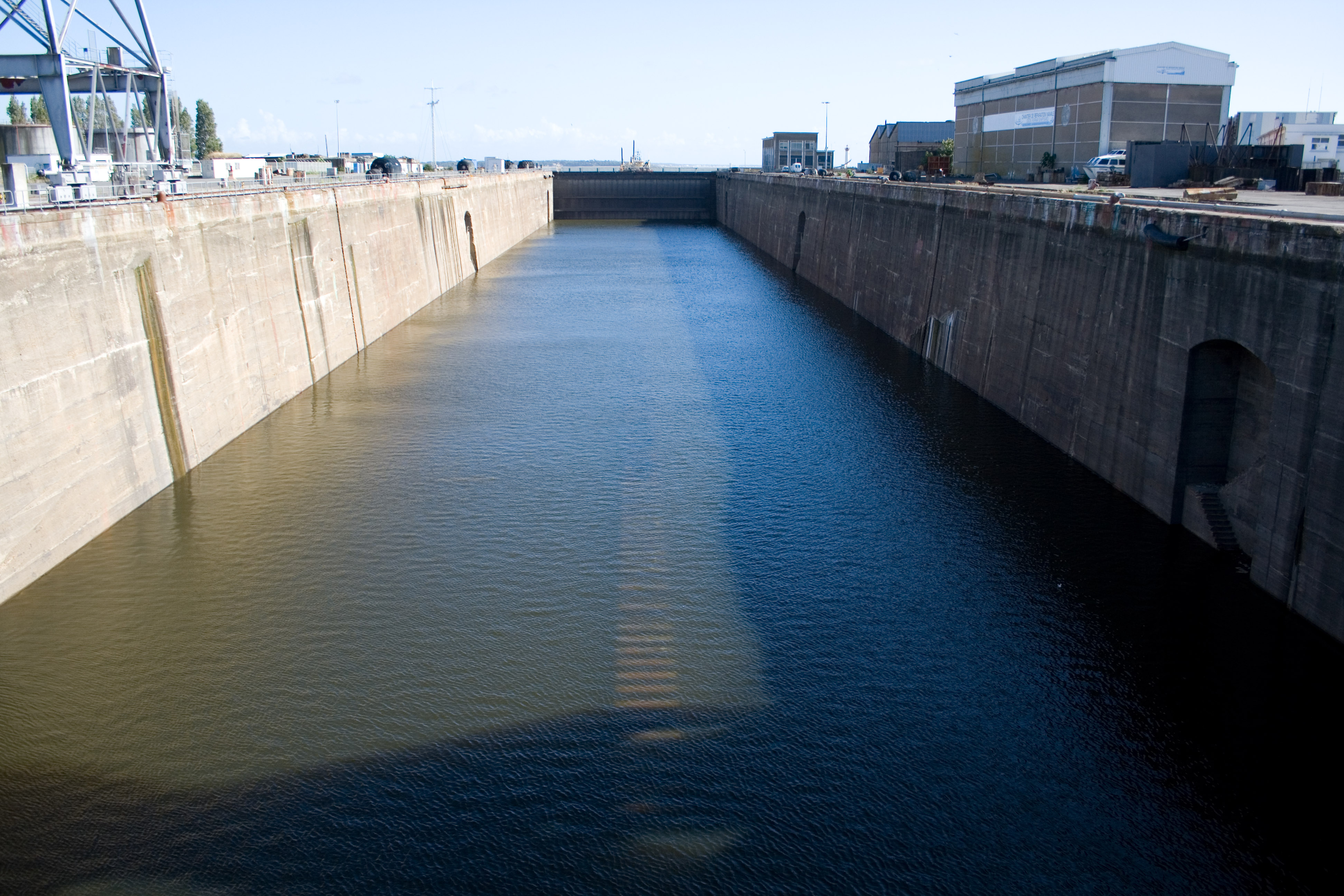
Dok Normandie (stan z 2007 r.)

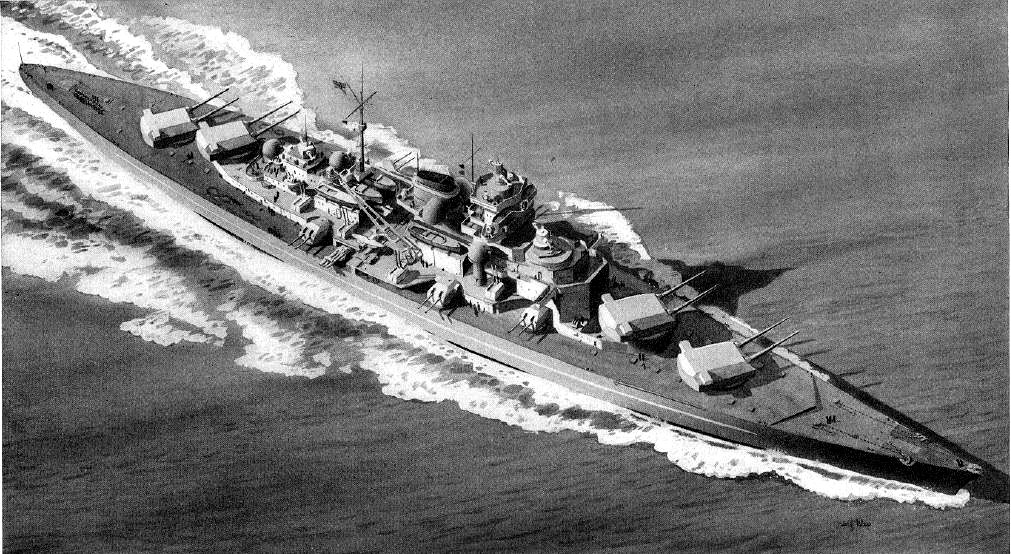
Pancernik „Tirpitz”

Port w Saint-Nazaire miał dla Kriegsmarine szczególne znaczenie z dwóch powodów. Po pierwsze był główną bazą niemieckich okrętów podwodnych na francuskim wybrzeżu. W jego masywnych betonowych bunkrach stacjonowała 6. i 7 Flotylla U-Bootów. Po drugie znajdował się tam największy na świecie suchy dok Forme Écluse Joubert. Został uruchomiony w 1934 roku specjalnie na potrzeby wielkiego francuskiego liniowca SS „Normandie” (stąd zwany jest również „Dokiem Normandie”). Miał 350 metrów długości i 50 szerokości, co umożliwiało remontowanie w nim największych okrętów niemieckiej marynarki wojennej, przede wszystkim pancernika „Tirpitz”. Okręt ten osiągnął gotowość operacyjną w styczniu 1942 roku, wypełniając lukę po zatopionym „Bismarcku”. Brytyjczycy uważali, że stanowi potencjalnie wielkie zagrożenie dla ich transatlantyckich konwojów; stał się więc celem numer jeden Home Fleet. „Zniszczenie lub nawet uszkodzenie tego okrętu jest obecnie naszym największym zadaniem na morzu” – napisał wkrótce po wejściu do służby pancernika Winston Churchill. Sama jego obecność w pobliżu brzegów Wielkiej Brytanii (stacjonował w Norwegii) wiązała 4 brytyjskie i 2 amerykańskie pancerniki. Wyeliminowanie „Tirpitza” okazało się jednak zadaniem niezwykle trudnym. Dopóki przebywał w głębokich norweskich fiordach, był poza zasięgiem rażenia brytyjskiego lotnictwa oraz okrętów podwodnych. Nie mogąc zniszczyć pancernika, Brytyjczycy postanowili ograniczyć możliwości jego poruszania się. Wychodzący w morze okręt musiał mieć zagwarantowaną możliwość remontu i usunięcia ewentualnych uszkodzeń, które mogłyby powstać w czasie rejsu i walki. Jedynym miejscem na atlantyckim wybrzeżu, gdzie „Tirpitz” mógł przejść takie naprawy był właśnie suchy dok w Saint-Nazaire.
Zadanie zniszczenia Doku Normandie otrzymał jeszcze w 1941 roku RAF, jednak przeprowadzone naloty nie wyrządziły większych zniszczeń. Przyczynami niepowodzenia były duża wytrzymałość stalowych i betonowych instalacji portowych, niedoskonała na tym etapie wojny technika nocnych nalotów bombowych oraz chęć uniknięcia strat wśród francuskiej ludności cywilnej. Brytyjskie dowództwo rozważyło zatem sięgniecie po inne środki. Zdaniem Royal Navy dużą operację desantową uniemożliwiało położenie portu, który znajdował się 8 km w głębi estuarium Loary. Obawiano się, że flota desantowa zostałaby wykryta i zatopiona przez ulokowaną na obu brzegach rzeki silną artylerię nadbrzeżną, zanim zdołałaby zbliżyć się do celu. Wykluczono również sabotaż. SOE uznała za nierealne dostarczenie do portu przez jej agentów wielkiej ilości materiałów wybuchowych, jaka była potrzebna do zniszczenia doku. Ostatecznie tym, który podjął się opracowania planu wyeliminowania suchego doku okazał się lord Louis Mountbatten. Mountbatten, jako Szef Operacji Połączonych, był odpowiedzialny za organizowanie rajdów na tereny okupowane przez III Rzeszę. Do swojej dyspozycji miał specjalnie do tego przeznaczone oddziały komandosów zorganizowane w 12 oddziałów, wielkości batalionu każdy, zwanych Commando. To właśnie ich siłami miała zostać przeprowadzona operacja.

## Plan operacji
31 stycznia 1942 roku Mountbatten nakazał zespołowi pod kierownictwem kmdr. Hughes-Halleta stworzyć wstępny zarys operacji. Do jego opracowania wykorzystano m.in. plany Doku Normandie, informacje wywiadu, a także dostarczoną przez RAF szczegółową makietę portu i zdjęcia lotnicze. 7 lutego gotowy projekt został przedłożony przedstawicielom Admiralicji.

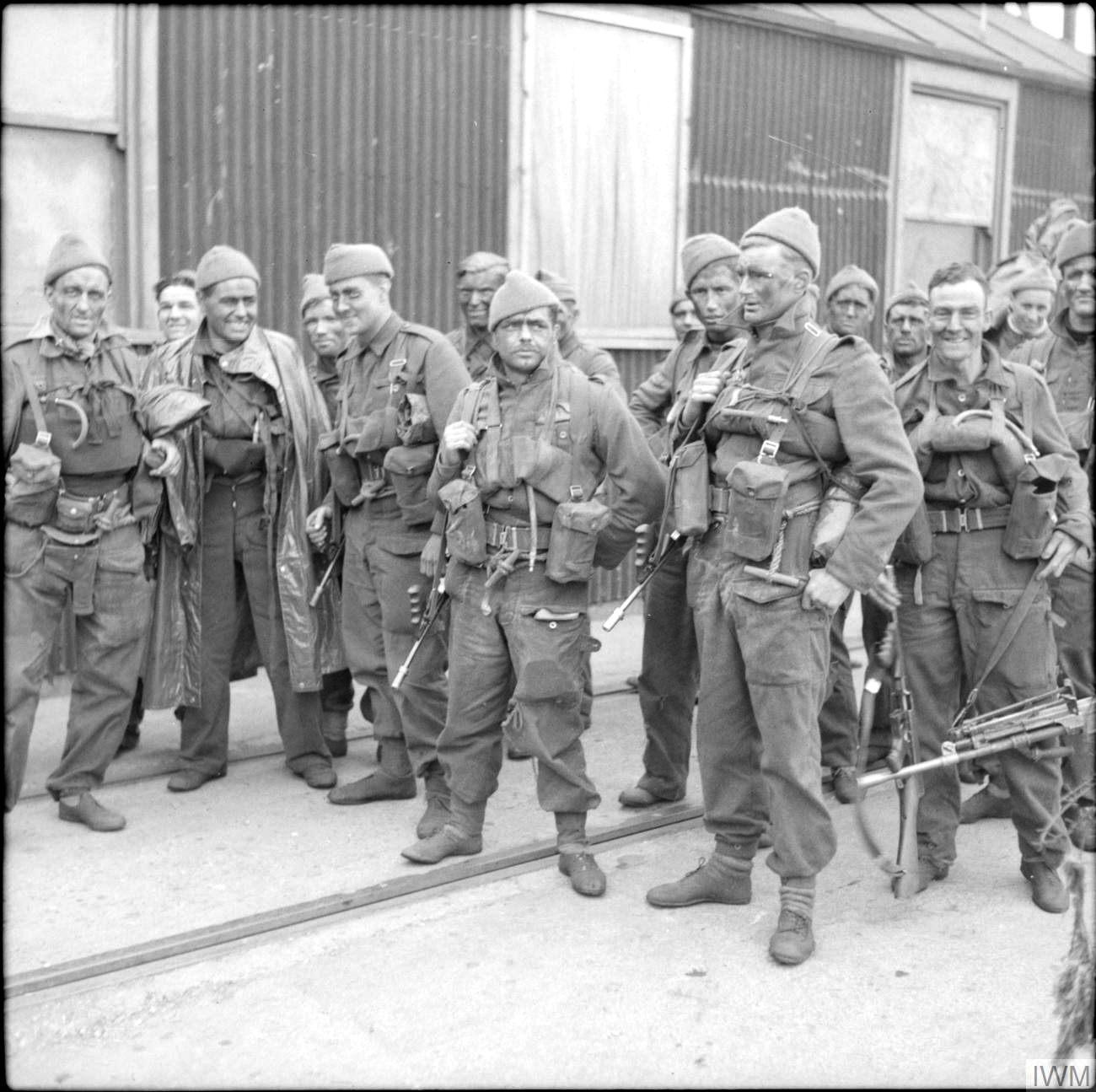
Brytyjscy komandosi (1942)

Dwa specjalnie zmodyfikowane niszczyciele miały nocą wedrzeć się do Saint-Nazaire. Jeden z nich wyładowany materiałami wybuchowymi miał staranować południowe wrota suchego doku, a z jego pokładu mieli wtargnąć do portu komandosi. Ich zadaniem było (kolejność według priorytetu):
- zniszczyć północne wrota Doku Normandie
- wysadzić kluczowe obiekty infrastruktury portowej (m.in. stację pomp, mosty, elektrownię, zbiorniki z paliwem)
- zniszczyć śluzy, czyniąc portowy basen podatnym na pływy morskie
- w razie możliwości zaatakować zakotwiczone w porcie statki i okręty[11].

Drugi niszczyciel dałby komandosom osłonę ogniową, a po wypełnieniu przez nich zadań zapewniłby im ewakuację. Po jej zakończeniu niszczyciel-taran miał eksplodować, niszcząc południowe wrota doku i wszystko w ich pobliżu. W trakcie trwania całej akcji 350 bombowców RAF-u miało bombardować cele w mieście i jego okolicach, paraliżując ewentualne niemieckie kontrataki. Datę operacji wyznaczono na koniec marca, czyli prognozowany okres wyjątkowo silnych przypływów. Dzięki temu niszczyciele mogłyby przepłynąć przez mielizny, omijając tor wodny, który był pod stałą obserwacją niemieckich artylerzystów. Plan został oceniony jako ekstremalnie ryzykowny, ale wykonalny.
Zanim jednak przystąpiono do jego realizacji, nastąpiły w nim istotne zmiany. Zamiast dwóch niszczycieli Royal Navy zgodziła się przekazać Mountbattenowi tylko jeden. W zastępstwie drugiego Admiralicja obiecała wyasygnować flotyllę małych ścigaczy okrętów podwodnych, która miała zabrać na pokład część komandosów oraz zapewnić środki ewakuacji. Zdecydowano się także ograniczyć wsparcie lotnicze (RAF ostatecznie obiecał zaledwie 60 bombowców). Ponadto aby zminimalizować straty wśród ludności cywilnej, bombardowanie miało nastąpić jedynie w razie dobrej widoczności. 3 marca zrewidowany plan uzyskał akceptację Komitetu Szefów Sztabu. Operacji nadano kryptonim „Chariot” (Rydwan).

## Przygotowania

### Komandosi

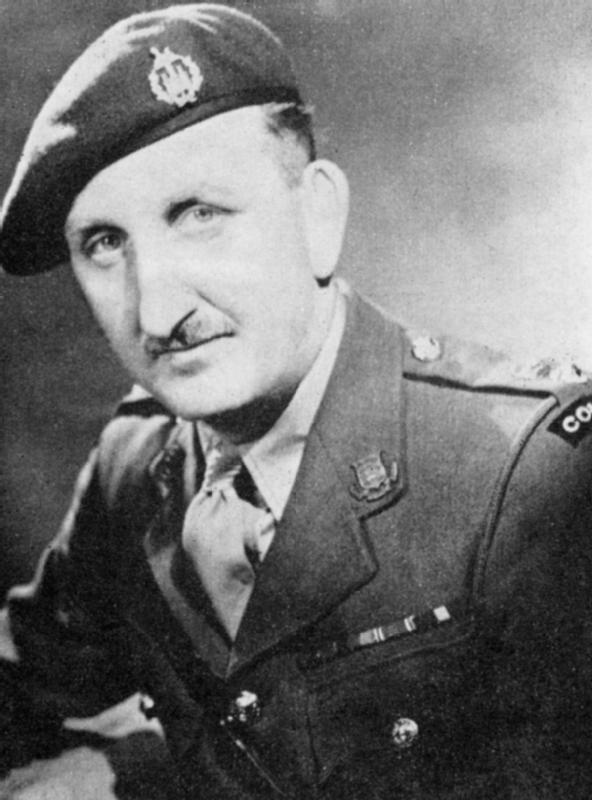
Charles Newman

Działaniami komandosów miał pokierować 38-letni podpułkownik Charles Newman. Był dowódcą 2 Commando i weteranem kampanii norweskiej 1940 roku. Spośród żołnierzy swojego oddziału wybrał setkę najlepszych komandosów, którzy zostali następnie poddani intensywnemu szkoleniu w nocnej walce w warunkach miejskich. Z ich sił sformowano mające zniszczyć stanowiska ogniowe nieprzyjaciela 14-osobowe zespoły szturmowe, a także kilkuosobowe zespoły osłony, których zadaniem była bezpośrednia ochrona zespołów saperskich. Ich uzbrojenie stanowiły granaty, pistolety maszynowe Thompson, ręczne karabiny maszynowe Bren oraz lekkie moździerze.
Zespoły saperskie sformowano z około 150 komandosów wyselekcjonowanych z 1, 3, 4, 5, 9 i 12 Commando. Ich rola była szczególnie ważna, bowiem polegała na zniszczeniu kluczowych instalacji portowych. W tym celu musieli posiąść specjalistyczną wiedzę na temat materiałów wybuchowych oraz zasady działania obiektów i maszyn, które mieli zniszczyć. Szkoleniem w tym zakresie kierował kpt. Pitchard, który miał za sobą zarówno pracę dokera oraz służbę w Royal Engineers. Odbywało się ono w portach w Cardiff i Southampton. Każdy zespół został przydzielony do wysadzenia w Saint-Nazaire konkretnego obiektu i przeprowadzał symulacje na jego odpowiedniku w tych portach. Suchy dok w Southampton miał tę wielką zaletę, że był niemal kopią Doku Normandie. Ćwiczenia odbywały się w ciemnościach oraz często w zdekompletowanych składach, tak aby każdy żołnierz był przygotowany na przejęcie zadania poległego kolegi. Każdy kilkuosobowy zespół saperski przenosił ponad 150 kg materiałów wybuchowych oraz młoty, łomy i siekiery. Jedynym uzbrojeniem ich członków były pistolety. Ich bezpieczeństwo leżało więc całkowicie w rękach zespołów osłony.

### Royal Navy

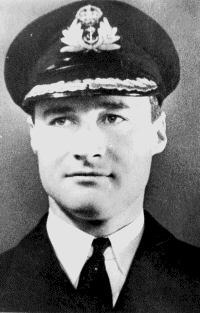
Robert Ryder

Za morską część operacji odpowiadał 34-letni komandor porucznik Robert „Red” Ryder. Był to doświadczony oficer Royal Navy o bogatej karierze. Służył na okręcie podwodnym, dowodził szkunerem podczas 3-letniej wyprawy na Antarktydę, był oficerem na HMS „Warspite”, a po wybuchu wojny kapitanem fregaty oraz statku-pułapki. Udział w rajdzie miał być dla niego szansą na rehabilitację po tym, jak kilka miesięcy wcześniej został oddelegowany do służby na lądzie za utratę okrętu w wyniku kolizji z inną jednostką. Jego zadaniem było teraz dostarczyć do Saint-Nazaire wyładowany materiałami wybuchowymi niszczyciel oraz ponad 250 komandosów Newmana, osłaniać ich działania ogniem ze swoich pozostałych okrętów, a następnie dowodzić akcją ewakuacyjną. Pierwotnie niszczycielem wyznaczonym do wzięcia udziału w operacji był polski ORP „Burza”. Był on nietypową jednostką w alianckiej flocie, więc Anglicy mieli stałe kłopoty z dobieraniem części zamiennych oraz uzupełnieniem jego wyposażenia. Na poświęcenie okrętu nie wyraziło jednak zgody kierownictwo Polskiej Marynarki Wojennej. Z podobnych przyczyn rozważano użycie francuskiego niszczyciela „Ouragan”, jednak z pomysłu zrezygnowano, nie chcąc wtajemniczać w plan ataku ludzi de Gaulle’a.

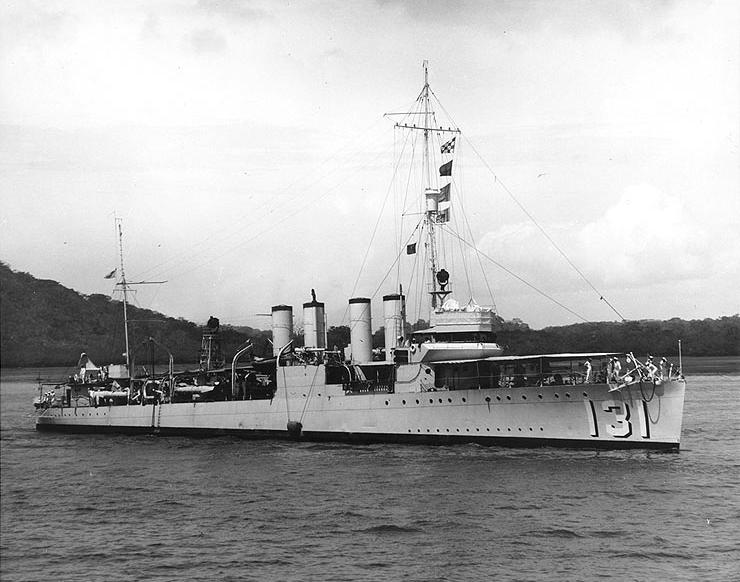
USS „Buchanan”, czyli późniejszy HMS „Campbeltown” (wygląd z 1936 r.)

Ryderowi przekazano więc niszczyciel HMS „Campbeltown”. Była to przestarzała jednostka amerykańskiej produkcji, którą Brytyjczycy otrzymali w 1940 roku w ramach porozumienia „niszczyciele za bazy”. Na potrzeby rajdu został on poddany licznym modyfikacjom. Z okrętu usunięto wszelkie zbędne wyposażenie, aby maksymalnie zmniejszyć jego zanurzenie. Na mostku oraz wzdłuż burt zamontowano metalowe płyty mające dać choć minimalną osłonę obecnym na pokładzie komandosom. Siłę ognia niszczyciela zwiększono przez zastąpienie przedniego działa kalibru 4 cal. działem 12-funtowym oraz zamontowanie 8 dodatkowych automatycznych armatek Oerlikon 20 mm. Ponadto aby zmylić czujność garnizonu Saint-Nazaire, „Campbeltown” został upodobniony do niemieckiego torpedowca typu Raubvogel. W tym celu usunięto dwa kominy, a dwóm pozostałym zmieniono radykalnie wygląd. W końcu pod pokładem okrętu (w przestrzeni między podstawą dziobowego działa a pomostem) w stalowych kontenerach umieszczono blisko 4,5-tonowy ładunek 24 bomb głębinowych Mk VII zawierających w sumie 3,17 t amatolu. Bomby połączono wodoodpornymi zapalnikami zespolonymi tzw. zapalnikiem ołówkowym, uzbrajającym się w wyniku uderzenia i działającym z około 8-godzinnym opóźnieniem. Aby utrudnić Niemcom odkrycie ładunków, całość pokryto warstwą betonu. Ponadto załoga niszczyciela została zredukowana do bezwzględnego minimum.

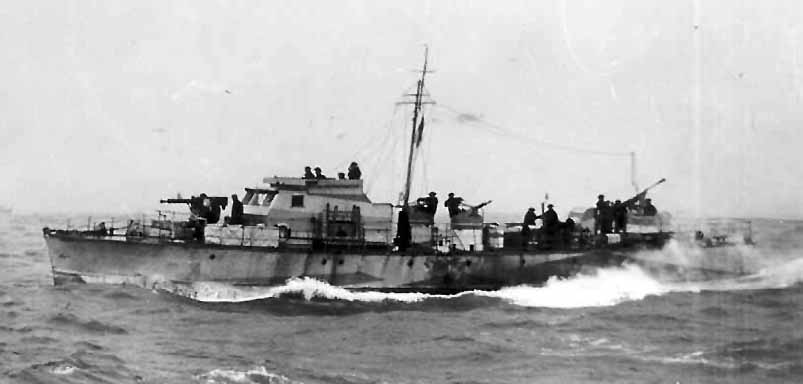
MGB 314

„Campbeltownowi” miała towarzyszyć grupa 18 mniejszych okrętów trzech typów. Większość z nich stanowiły ścigacze okrętów podwodnych (ML) typu Fairmile B. Były to jednostki drewnianej konstrukcji o długości 34 m uzbrojone w dwie armatki Oerlikon 20 mm i podwójny karabin maszynowy Lewis (niektóre także w wyrzutnie torped). Wspierać je miał ścigacz artyleryjski typu Fairmile C (MGB 314). Był nieco mniejszy niż okręty typu B, ale za to silniej uzbrojony (dwie armaty 40 mm i dwa podwójnie sprzężone wielkokalibrowe karabiny maszynowe). Ponadto był wyposażony w radar i sonar, więc Ryder wybrał go na swój okręt dowodzenia. Grupę uzupełnił specjalnie zmodyfikowany kuter torpedowy MTB 74. Miał on storpedować wrota suchego doku, w razie gdyby „Campbeltownowi” nie udało się dotrzeć do portu.
Mimo swej szybkości, żaden z tych niewielkich okrętów nie był przystosowany do zadania, któremu musiał podołać. Były one lekkimi, nieopancerzonymi jednostkami wrażliwymi nawet na ostrzał karabinowy. Ponadto na potrzeby rajdu zamontowano na ich pokładach dodatkowe zewnętrzne zbiorniki paliwa, których każdorazowe przebicie groziło eksplozją.

### Koncentracja
Kompletowanie i szkolenie oddziałów mających wziąć udział w akcji zostało zakończone w drugim tygodniu marca. Następnie siły Rydera i Newmana w tajemnicy zgromadzono w Falmouth, skąd miały wyruszyć do Saint-Nazaire. Żołnierze zostali zakwaterowani na promie „Princesse Joséphine Charlotte” i ze względu na ściśle tajny charakter misji otrzymali zakaz jego opuszczania. Wolny czas wykorzystano na ostatnie przygotowania. Najpierw komandosi odbyli na pokładzie ścigaczy dwudniowy rejs wzdłuż wybrzeży Kornwalii, który miał na celu zaznajomić ich z warunkami na morzu oraz pomóc im przezwyciężyć chorobę morską, a kilka dni później dokonano symulacji nocnego desantu na bazę Devonport.
19 marca Newman zebrał wszystkich swoich ludzi i ujawnił im szczegółowy plan całego ataku (sam jego cel dopiero 6 dni później). Zgodnie z instrukcją Mountbattena, dał im również do zrozumienia, że misja jest na wpół samobójcza i większość jej uczestników prawdopodobnie z niej nie powróci. Dlatego też każdy otrzymał szansę zrezygnowania z wzięcia w niej udziału. Nikt z tej okazji nie skorzystał.
23 marca do Falmouth przybyły niszczyciele eskorty, a dwa dni później przeobrażony HMS „Campbeltown”. Datę wypłynięcia wyznaczono na czwartek 26 marca.

## Siły stron

### Brytyjczycy
Łącznie w rajdzie miało wziąć udział 611 ludzi oraz 19 okrętów. Siły te zostały podzielone na 5 grup:
- straż przednią:

ścigacz artyleryjski MGB 314 (okręt dowodzenia z Ryderem i Newmanem na pokładzie) oraz 2 ścigacze ML (160 i 270),
- grupę desantową nr 1:

6 ścigaczy ML (306, 307, 341, 443, 447, 457) przewożących 2 zespoły szturmowe, 4 zespoły saperskie i 2 zespoły osłony,
- grupę desantową nr 2:

6 ścigaczy ML (156, 177, 192, 262, 267, 268) przewożących 3 zespoły szturmowe, 2 zespoły saperskie, 2 zespoły osłony i zespół rezerwowy,
- grupę desantową nr 3:

niszczyciel HMS „Campbeltown” (d-ca kmdr ppor. Stephen Beattie) przewożący 2 zespoły szturmowe, 5 zespołów saperskich i 2 zespoły osłony,
- straż tylną:

kuter torpedowy MTB 74 i dwa ścigacze ML (298, 446).
Zespołowi przydzielono eskortę złożoną z dwóch niszczycieli typu Hunt (HMS „Atherstone” i HMS „Tynedale”). Miały one osłaniać okręty Rydera w drodze do Francji, a następnie czekać w bezpiecznej odległości na zakończenie rajdu i eskortować je w drodze powrotnej. Dwa inne (HMS „Cleveland” i HMS „Brocklesby”) czuwały w pogotowiu u wybrzeży Anglii.
Wspierające atak naloty bombowe miały zostać przeprowadzone w trzech rzutach między godziną 23.30 a 4.00. W sumie wyznaczono do tego zadania 35 średnich bombowców Armstrong Whitworth Whitley oraz 25 Vickers Wellington.

### Niemcy

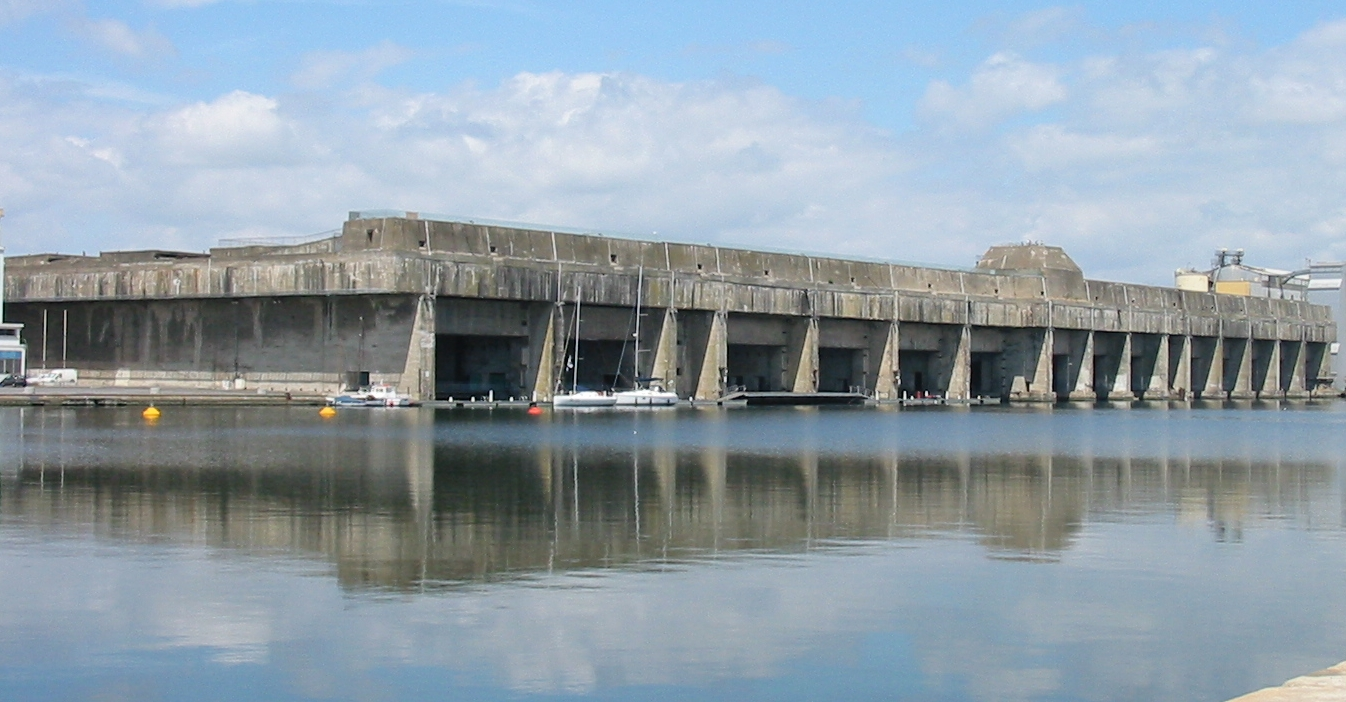
Basen Saint-Nazaire i bunkry U-Bootów (stan z 2005 r.)

Port Saint-Nazaire, będąc bazą dwóch flotylli U-Bootów oraz miejscem remontu wielkich okrętów nawodnych Kriegsmarine, posiadał rozbudowany system stanowisk artylerii nadbrzeżnej i przeciwlotniczej. Działa były chronione potężnymi bunkrami wzniesionymi jeszcze przed wojną przez Francuzów, a później sukcesywnie rozbudowywanymi przez Niemców w ramach Wału Atlantyckiego. Czyniło to Saint-Nazaire drugą po Breście najlepiej ufortyfikowaną niemiecką bazą morską w zachodniej Europie. Dowódcą obrony ujścia Loary był komandor Adalbert Zuckschwerdt. Jego rozkazom podlegało 5000–6000 ludzi, w szczególności:
- 280 Batalion Artylerii Morskiej (d-ca kmdr Dieckmann), który dysponował 28 działami o kalibrze od 75 do 240 mm rozmieszczonymi u ujścia Loary do Atlantyku,
- 22 Brygada Morskiej Artylerii Przeciwlotniczej (d-ca kmdr Mecke), która dysponowała 43 działami o kalibrze 20, 37 i 40 mm oraz reflektorami przeciwlotniczymi o średnicy 60 i 150 cm rozmieszczonymi u ujścia rzeki i w samym porcie,
- siły ochrony portu (d-ca kmdr ppor. Kellermann), w skład których wchodziły uzbrojone w broń strzelecką kompanie wartownicze Kriegsmarine oraz cztery okręty patrolowe; dodatkowo w mieście przebywali marynarze U-Bootów i dwóch flotylli trałowców, załogi remontowanych okrętów, niemiecka obsługa doków i ekipy remontowe oraz członkowie Organizacji Todta – wszyscy w razie konieczności mogli zostać uzbrojeni i wziąć udział w obronie portu[30].

Wybrzeże na północ od ujścia Loary było chronione przez 333 Dywizję Piechoty generała Rudolfa Pilza. Tworzyli ją w dużej mierze wcieleni do Wehrmachtu Polacy z anektowanych przez III Rzeszę terenów zachodniej Polski. Najbliżej Saint-Nazaire stacjonował jej 679 Pułk Piechoty. Siły Pilza były jednak rozproszone na dużym obszarze, więc brytyjscy planiści liczyli na to, że zanim dotrą one do portu, komandosi zdążą się już wycofać.

## Przebieg I fazy rajdu

### Droga do Francji
Rano 26 marca, na kilka godzin przed wypłynięciem, Ryder i Newman otrzymali niepokojącą wiadomość. Przeprowadzony niedawno rekonesans lotniczy doniósł, że w Saint-Nazaire zakotwiczyły cztery niemieckie torpedowce (wkrótce potem dołączył do nich piąty). Były to „Seeadler”, „Jaguar”, „Iltis”, „Falke” i „Kondor” z dowodzonej przez kmdr. por. Moritza Schmidta 5 Flotylli Torpedowców. Mimo to, mając nadzieję, że w noc ataku już ich tam nie będzie, akcji nie odwołano. O godzinie 14.00 „Flotylla Rydera”, jak ją teraz przezwano, opuściła Falmouth. Planowo miała dotrzeć do Saint-Nazaire w sobotę 28 marca o godzinie 1.30. Dla uśpienia czujności niemieckiego zwiadu lotniczego obrała kurs na Gibraltar oraz przybrała formację zespołu do walki z okrętami podwodnymi. W nocy nieniepokojone brytyjskie okręty minęły Półwysep Bretoński i rano 27 marca przekroczyły 47. równoleżnik. Rozpoczęły wtedy łagodnym łukiem kierować się na wschód ku francuskiemu wybrzeżu.

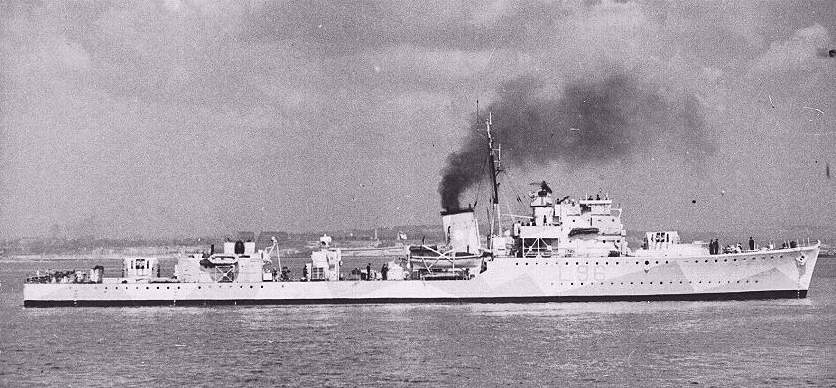
HMS „Tynedale”

Kilka minut po godzinie 7.00 na HMS „Tynedale” podniesiono alarm. W odległości 7 mil zauważono wynurzonego U-Boota. Niszczyciel ruszył przechwycić wrogi okręt, który najwyraźniej nie zauważył jeszcze brytyjskiej formacji. Dopiero ostrzelany z odległości 4,5 km z artylerii pokładowej przeprowadził manewr awaryjnego zanurzenia. Niszczyciel rozpoczął zrzucać bomby głębinowe i zmusił okręt podwodny do chwilowego wynurzenia się. Po chwili do „Tynedale” dołączył „Atherstone” i oba niszczyciele zrzuciły kolejne bomby, po czym rozpoczęły przeszukiwać głębię za pomocą azdyku. U-Boota nie wykryły i powróciły do szyku. Zaatakowanym okrętem podwodnym był U-593. Jego dowódca zdecydował się ponownie wynurzyć o 13.47 i dopiero wtedy wysłał meldunek (błędny) o wykryciu 13 brytyjskich okrętów podążających w kierunku zachodnim (sic!). Dowództwo Marinegruppenkommando West w Paryżu odebrało informację o 14.20, ale nie przywiązało do niej większej wagi, uznając, że jest to prawdopodobnie konwój do Gibraltaru lub zespół minujący Zatokę Biskajską. Na wszelki wypadek postanowiono jednak wysłać w miejsce zdarzenia pięć stacjonujących w Saint-Nazaire torpedowców.
Około godziny 11.30 Brytyjczycy natknęli się na powracającą z połowu grupę francuskich kutrów rybackich. Niemcy zwykli umieszczać wśród ich załóg zaopatrzonych w radiostacje obserwatorów, więc Ryder powziął wcześniej zamiar niszczenia wszelkich napotkanych tego typu jednostek. Nie chcąc jednak tracić czasu, zatopił jedynie dwa najbliższe kutry (ich załogi zostały uprzednio podjęte przez HMS „Atherstone”). Pozostałe, po przyjęciu zapewnień ich kapitanów, że nie mają na swoich pokładach radiostacji, zostały puszczone wolno.
Około godziny 18.30 dowódca ML 341 por. Briault zameldował Ryderowi o awarii jednego z silników wykluczającej dalszy udział okrętu w akcji. Znajdujący się na jego pokładzie komandosi zostali przeniesieni na ML 446. Briault zawrócił do Falmouth.
O godzinie 20.00 od zespołu odłączyły się okręty eskorty, aby w odległości 40 km od Saint-Nazaire oczekiwać na jego powrót. Dwie godziny później nastąpiło jeszcze spotkanie z okrętem podwodnym HMS „Sturgeon”, który stanowiąc punkt nawigacyjny, pomógł naprowadzić flotyllę na cel. Około 23.00 odpowiedzialny za ładunki wybuchowe na „Campbeltownie” por. Tibbits uruchomił zapalniki czasowe. Według przewidywań detonacja miała nastąpić nie wcześniej niż o godzinie 5.00, lecz nie później niż o 9.00.

### W estuarium Loary
O godzinie 00.30 konwój wpłynął na wody szerokiego ujścia Loary. Następnie zboczył z będącego pod stałą niemiecką obserwacją toru wodnego i skierował się na pas mielizn. Dzięki wysokiemu przypływowi „Campbeltownowi”, na którym podniesiono teraz niemiecką banderę, udało się je pokonać, choć dwukrotnie niebezpiecznie zahaczył o dno rzeki. W tym czasie nad Saint-Nazaire nadleciały już samoloty RAF-u, jednak gęsta warstwa chmur uniemożliwiła większości z nich przeprowadzenie bombardowania. Mimo to, krążyły nadal nad miastem w celu zagłuszenia nadpływających okrętów i odciągnięcia uwagi Niemców od rzeki. Osiągnięty skutek był jednak odwrotny od zamierzonego. Nietypowy przebieg nalotu poważnie zaniepokoił bowiem kmdr. Mecke. „Niewytłumaczalne zachowanie samolotów nieprzyjaciela wskazuje na możliwość desantu spadochroniarzy” – zakomunikował. Aby utrudnić alianckim pilotom lokalizację celów, o godzinie 1.00 nakazał obronie przeciwlotniczej wstrzymać ogień i wygasić reflektory. Garnizon Saint-Nazaire został postawiony w stan najwyższej gotowości.
Tymczasem wciąż niezauważone brytyjskie okręty z prędkością 10 węzłów mijały kolejne stanowiska niemieckiej artylerii nadbrzeżnej. O godzinie 1.15, będąc zaledwie 3 km od celu, w końcu zostały dostrzeżone przez obserwatorów z baterii w Saint-Marc. Pięć minut później wszystkie niemieckie stanowiska ogniowe na obu brzegach rzeki otrzymały rozkaz przygotowania się na odparcie wrogiego desantu. Okręty Rydera zostały oświetlone reflektorami i flarami. Niektóre działa oddały strzały ostrzegawcze. Zgodnie z intencjami Brytyjczyków, ucharakteryzowany na niemiecki torpedowiec „Campbeltown” wprowadził w niemieckie szeregi ogromne skonfundowanie. Zostało ono pogłębione przez wysyłane z pokładu MGB 314 sygnały świetlne: „pilne, dwa okręty uszkodzone wskutek wrogiego ognia, proszę o pozwolenie wejścia do portu”, „wstrzymajcie ogień, ostrzeliwujecie przyjacielskie okręty”. Wykorzystano do tego zdobytą podczas rajdu na Vågsøy książkę kodową Kriegsmarine. Podstęp się udał. Niemcy definitywnie zidentyfikowali wrogie okręty, dopiero gdy te były zaledwie sześć minut od portu.

### Wpłynięcie do portu

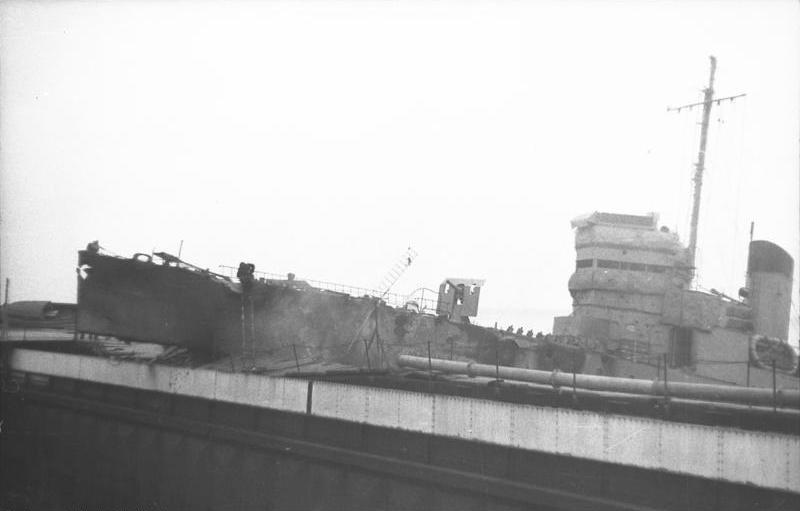
HMS „Campbeltown” wbity we wrota suchego doku. Zdjęcie wykonane rano 28 marca.

Niszczyciel i ścigacze stały się teraz celem kilkudziesięciu niemieckich dział i licznych stanowisk ciężkich karabinów maszynowych. Niemal natychmiast otrzymały trafienia, a komandosi na ich pokładach zanotowali pierwsze straty. Ryder rozkazał „Campbeltownowi” podnieść brytyjską banderę i odpowiedzieć ogniem ze wszystkich dział. Na jego szczęście zespół znalazł się już poza kątem ostrzału stanowisk najcięższej artylerii Dieckmanna, a na podejściu do portu w chwili ataku przebywał tylko jeden niemiecki okręt – silnie uzbrojony trałowiec Sperrbrecher 137. Stał się on ofiarą działek MGB 314 i szybko został wyłączony z akcji. Chwilę potem brytyjskie okręty minęły Stare Molo i skierowały się ku swoim celom. Dowodzony przez Beattiego „Campbeltown” zwiększył teraz prędkość do maksymalnych 20 węzłów i zdzierając sieć przeciw okrętom podwodnym staranował południowe wrota Doku Normandie. Okręt idealnie osiadł na stalowym kesonie, wbijając się weń dziobem na głębokość prawie 10 metrów. Dzięki temu ładunki wybuchowe znalazły się tuż przy powierzchni wrót doku. Była godzina 1.34. Atak rozpoczął się z zaledwie 4-minutowym opóźnieniem.

## Przebieg II fazy rajdu

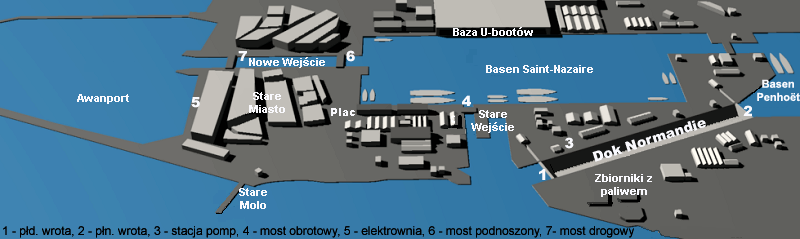
Mapa portu Saint-Nazaire w 1942 roku

### Atak grupy nr 3
Chwilę po tym jak niszczyciel staranował wrota suchego doku, z jego pokładu przy pomocy lin i drabin zaczęli schodzić na ląd komandosi. Pierwszymi byli ci z zespołów szturmowych. Miały one zlikwidować niemieckie stanowiska ogniowe oraz utorować drogę zespołom saperskim i osłony. Zespół por. Rodericka zaatakował cele po wschodniej stronie doku. Zniszczył granatami trzy stanowiska lekkich dział, po czym zlikwidował załogi chroniących ich dwóch bunkrów. Po wypełnieniu zadania Roderick skierował się w stronę podziemnych zbiorników paliwa, ale ładunki zapalające wrzucone do ich szybów wentylacyjnych nie zdołały podpalić zmagazynowanej wewnątrz ropy.
Drugi zespół szturmowy pod dowództwem kpt. Roya, w całości złożony z ubranych w kilty Szkotów, miał oczyścić teren po zachodniej stronie doku. Pierwszym jego celem było stanowisko dwóch dział na dachu stacji pomp. Komandosi zdobyli je bez walki, gdyż niemieccy artylerzyści uciekli na widok zbliżających się Brytyjczyków. Następnym celem Roya był most obrotowy przy starym wejściu do portu. Jego zdobycie i utrzymanie miało kluczowe znaczenie, gdyż to właśnie po nim miał nastąpić odwrót grupy nr 3 do miejsca ewakuacji, czyli Starego Molo. Szkoci sprintem dobiegli do mostu, który okazał się wolny od nieprzyjaciela, po czym zajęli wokół niego stanowiska obronne w oczekiwaniu na przybycie reszty grupy, skupiając na sobie intensywny ogień prowadzony z dachu bazy U-Bootów i pokładów 9 wrogich okrętów zakotwiczonych w Basenie Saint-Nazaire.

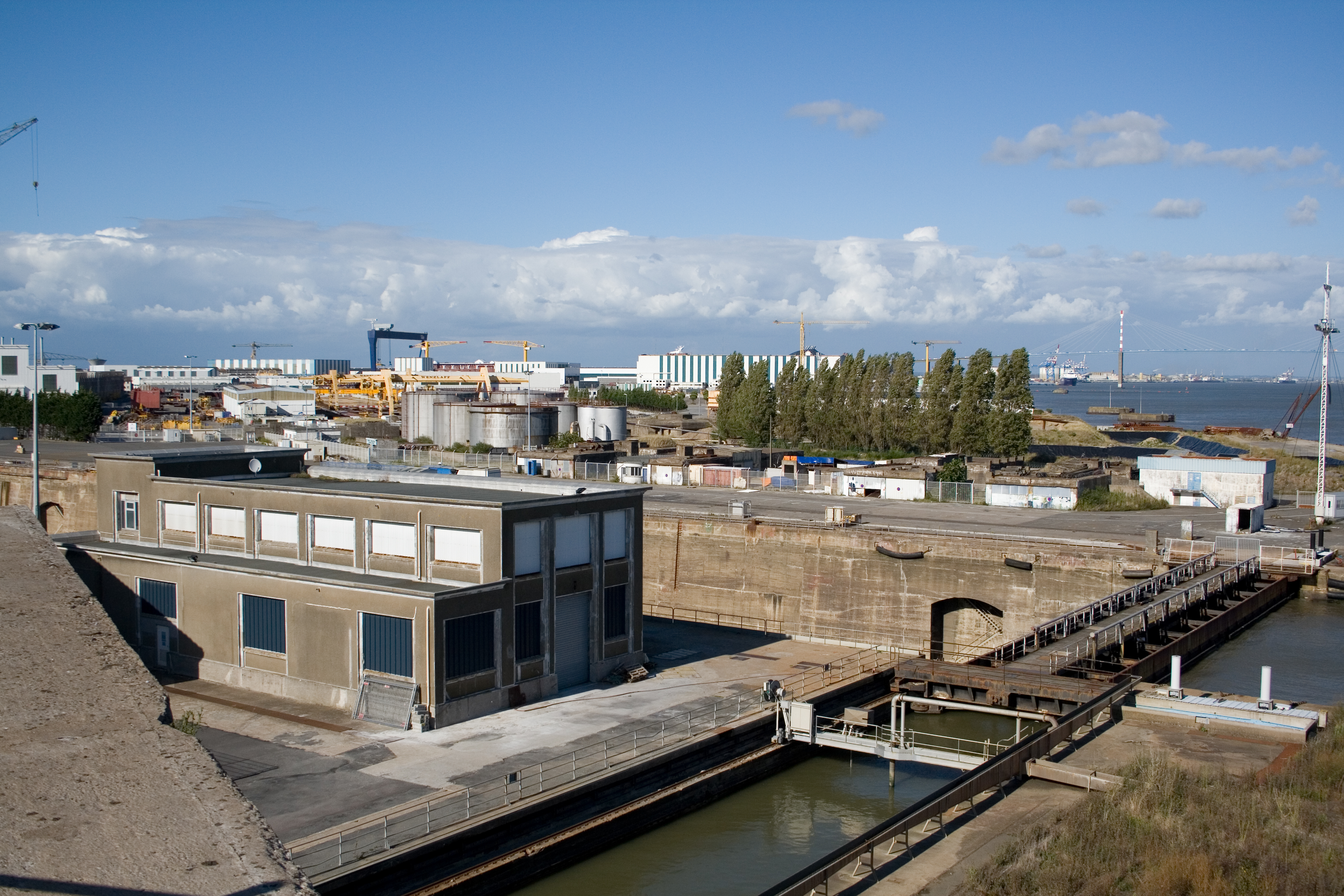
Budynek stacji pomp, za nim Dok Normandie (stan z 2007 r.)

Za zespołami szturmowymi zeszły na ląd grupy saperskie i osłony. Pięcioosobowy zespół por. Chanta dotarł do budynku stacji pomp, aby wysadzić znajdującą się wewnątrz maszynerię odpowiedzialną za wypompowywanie wody z suchego doku. Komandosi, pracując przy świetle latarek, założyli na pompy i napędzające je cztery wielkie silniki materiały wybuchowe, po czym uruchomili zapalniki. 90 sekund później stacja pomp leżała w gruzach. Chant i jego ludzie wycofali się ku mostowi. Kilkadziesiąt metrów dalej inny zespół saperski pod dowództwem por. Smalleya wysadził maszynerię poruszającą południowymi wrotami suchego doku.
W tym samym czasie pozostali komandosi grupy nr 3 przedzierali się ku celom po północnej stronie doku. Były to trzy zespoły saperskie poruczników Bretta, Purdona i Burtenshawa oraz zespół osłony porucznika Denisona. Ten ostatni na skutek niemieckiego ostrzału został zredukowany jeszcze przed zejściem na ląd do zaledwie 3 ludzi. Purdon bez trudu zniszczył maszyny sterujące północnymi wrotami doku, ale mające wysadzić keson zespoły Bretta i Burtenshawa natrafiły na wielkie trudności. Dostały się one pod silny ogień broni maszynowej i dział okrętów zakotwiczonych w Basenie Penhoët, a także musiały odpierać kontrataki niemieckiej piechoty. W rezultacie komandosi nie zdołali dostać się do wnętrza kesonu i założyli tylko część ładunków, których wybuch zaledwie uszkodził wrota. Podczas tej akcji siedmiu z nich zginęło (w tym Burtenshaw), a Brett i wielu innych zostało ciężko rannych. Zdziesiątkowane zespoły wycofały się w stronę mostu.

### Atak grupy nr 2
Zadaniem sześciu ścigaczy grupy desantowej nr 2 było przybić do brzegu w pobliżu Starego Wejścia. Komandosi znajdujący się na ich pokładach mieli zniszczyć stanowiska artyleryjskie i dwie wieże przeciwlotnicze, zaminować opanowany przez kpt. Roya most oraz wysadzić znajdujące się w jego pobliżu śluzy. Płynący na czele grupy ML 192 został zniszczony ogniem niemieckiej artylerii, zanim dotarł do nabrzeża. Sternicy płynących za nim ML 262 i ML 267 zostali oślepieni światłem reflektorów przeciwlotniczych i minęli miejsce desantu. Czwarty w szyku ML 268, w trakcie gdy przybijał do brzegu, dostał się pod intensywny krzyżowy ogień, który zapalił zamontowane na nim zewnętrzne zbiorniki z paliwem. Po chwili okręt eksplodował, zabijając 16 z 18 komandosów na jego pokładzie. Piąty ścigacz (ML 156) został poważnie uszkodzony kilkoma bezpośrednimi trafieniami pocisków dużego kalibru. Nie widząc szans na dotarcie do brzegu, jego ciężko ranny dowódca zrezygnował z przeprowadzenia desantu i postanowił zawrócić. Sztuka ta udała się natomiast ścigaczowi ML 177. 6 minut po rozpoczęciu akcji wyładował on zespół szturmowy sierż. Hainesa, który ruszył zniszczyć stanowiska dział pomiędzy Starym Wejściem a Starym Molo (jak się wkrótce okazało, były one opuszczone). W tym samym czasie nieopodal zacumował MTB 314, z pokładu którego zeszła na ląd sekcja dowodzenia z ppłk. Newmanem na czele. Podpułkownik dotarł do znajdującego się tuż przy moście obrotowym budynku biurowego, w którym założył swoją kwaterę dowodzenia. Stał się on szybko celem niemieckich dział na dachu bazy U-Bootów oraz armat okrętów zakotwiczonych w portowym basenie. Newman i jego ludzie odpowiedzieli ogniem Thompsonów i Brenów. Wkrótce do walki włączył się również zespół Hainesa ze swoim lekkim moździerzem.
ML 262 i ML 267, którym nie udało się podejść za pierwszym razem do Starego Wejścia, nawróciły i powtórzyły próbę. ML 262 zdołał wyładować zespoły poruczników Woodcocka i Morgana. Oba wkrótce znalazły się jednak z powrotem na jego pokładzie, gdyż komandosi błędnie uznali jedną z niemieckich flar za sygnał do odwrotu. W tym czasie ścigacz podjął również zespół por. Smalleya z grupy nr 3, który zdążył już wypełnić swoje zadanie. Zapełniony okręt zaczął wycofywać się z portu, gdy otrzymał kilka bezpośrednich trafień, które zabiły wielu komandosów i wznieciły na pokładzie pożar. Mimo to, ścigacz wciąż był sprawny i kontynuował odwrót. ML 267 miał mniej szczęścia. Bezskutecznie próbując przeprowadzić desant na południe od Starego Wejścia, został poważnie uszkodzony. Jego dowódca podjął decyzję o wycofaniu się w dół Loary, ale okręt wkrótce został ponownie trafiony serią pocisków, które wznieciły na pokładzie pożar. Ogarnięty ogniem ścigacz stracił zdolność manewrowania i zaczął dryfować pośrodku rzeki. Marynarze i komandosi, ratując się przed płomieniami, wskoczyli do wody. Większość z nich nie zdołała dopłynąć do brzegu.

### Atak grupy nr 1

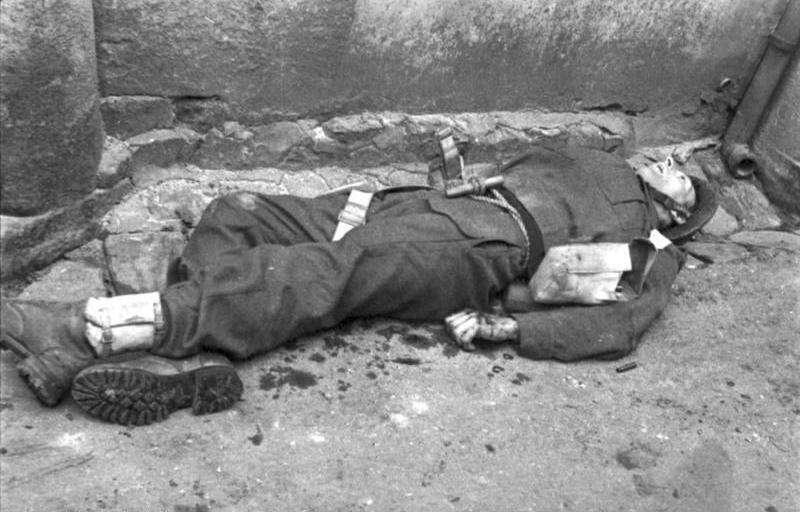
Poległy brytyjski komandos

Grupa nr 1 miała oczyścić Stare Molo (miejsce ewakuacji), opanować rejon Starego Miasta oraz zniszczyć elektrownię, śluzy i dwa mosty w pobliżu nowego wejścia do portu. Grupę prowadził ML 447 wiozący zespół szturmowy kpt. Birneya, którego celem były dwa bunkry broniące Stare Molo. Podchodząc do Molo, ścigacz został trafiony w maszynownię. Okręt zaczął płonąć i dryfować, a większość ludzi na jego pokładzie zginęła. Płynący za nim ML 457 zdołał dobić do brzegu i wyładował swoje trzy zespoły komandosów. Cztery kolejne ścigacze (ML 307, ML 443, ML 306, ML 446) minęły strefę desantu i próbując zawrócić, znalazły się pod silnym ogniem niemieckiej artylerii, który zdziesiątkował zebranych na ich pokładach komandosów. Dowódcy okrętów postanowili zrezygnować z lądowania i odpłynąć na środek rzeki, aby ostrzeliwać stamtąd stanowiska niemieckich dział.
Desant grupy nr 1 zakończył się więc porażką. Tylko ML 457 zdołał przybić do Molo, które było wciąż opanowane przez Niemców. Z 70 komandosów grupy zaledwie 20 znalazło się na brzegu. Były to zespoły ppor. Watsona, por. Waltona, oraz kpt. Pitcharda. Komandosi, mylnie uznając, że bunkry na Molo zostały już opanowane przez kpt. Birneya, niezwłocznie skierowali się przez Stare Miasto ku śluzom i mostowi podnoszonemu nad Nowym Wejściem. Na Placu Staromiejskim dostali się pod silny ogień broni maszynowej i ulegli rozproszeniu. Jako pierwszy do mostu dotarł Pitchard i jego czterech ludzi. Ich zadaniem było nadzorowanie działalności zespołów saperskich. Oczekując na przybycie saperów Waltona, którzy mieli zaminować most, Pitchard wysadził zacumowane w pobliżu dwa holowniki. Następnie wraz z kpr. Maclaganem ruszył skontrolować poczynania komandosów w pobliżu mostu drogowego i elektrowni. Nie odnajdując jednak tam żadnego z zespołów, zawrócili. Gdy przedzierali się przez uliczki Starego Miasta, Pitchard został śmiertelnie dźgnięty bagnetem. Maclagan samotnie dotarł do mostu podnoszonego, ale poza ciałem por. Waltona nie napotkał tam nikogo. Szkot skierował się więc do kwatery ppłk. Newmana zameldować o klęsce grupy nr 1. To samo uczynił wykrwawiony zespół Watsona, któremu nie udało się przebić przez będący pod intensywnym ostrzałem wroga Plac Staromiejski.

## Przebieg III fazy rajdu

### Odwrót ścigaczy

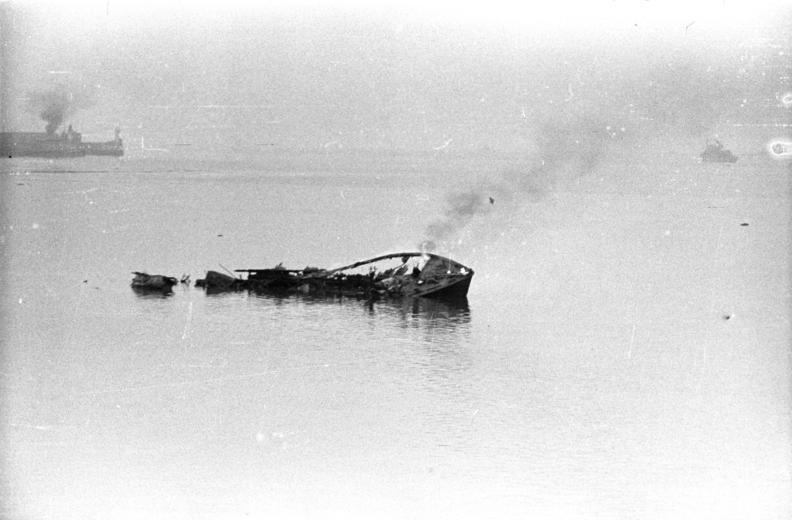
Wrak brytyjskiego ścigacza

Ścigacze niezaangażowane w desantowanie komandosów (MTB 74, ML 160, ML 270, ML 298) znajdowały się do tej pory w odwodzie. Stanowiły łatwy cel dla niemieckich dział i wkrótce zaczęły otrzymywać kolejne trafienia. Szczególnie krwawe żniwo zbierała bateria czterech armat 75 mm we wsi Le Pointeau, która tej nocy wystrzeliła około 1300 pocisków.
Ryder, obserwując z pokładu MGB 314 przebieg rajdu, uznał, że nie ma sensu dalej ryzykować utraty kolejnych okrętów. Po podjęciu wraz z ML 177 większości załogi „Campbeltowna”, około 2.30 nakazał wszystkim ocalałym ścigaczom odwrót w kierunku morza. Wcześniej miały jednak ewakuować jakichkolwiek napotkanych na brzegu komandosów.
Ścigacz torpedowy MTB 74 ppor. Wynna, po podjęciu z niszczyciela ostatnich marynarzy, dokonał jeszcze storpedowania zewnętrznej śluzy Starego Wejścia. Torpedy były uzbrojone w zapalniki czasowe, więc po zderzeniu z wrotami śluzy opadły na dno. Detonacja miała nastąpić dwa dni później. Po wykonaniu zadania Wynn z prędkością 40 węzłów ruszył ku morzu. Będąc już blisko ujścia rzeki, nakazał zatrzymać się i podjąć z wody dwóch dryfujących rozbitków. Nieruchomy okręt został dwukrotnie trafiony pociskiem 170 mm i zatonął. Z 36 ludzi na pokładzie uratowało się zaledwie 4. Do morza nie dotarł również ML 298, który na skutek pożaru został opuszczony przez załogę. Więcej szczęścia miał ML 270. Mimo że był poważnie uszkodzony, udało mu się wydostać na wody Zatoki Biskajskiej. Wkrótce rozpoczęły również odwrót ścigacze, które dokonały desantu komandosów. ML 156 zdołał się wymknąć. Natomiast ML 177, ML 262 oraz ML 457 zostały zniszczone. Na pokładzie ML 177 znajdował się kmdr ppor. Beattie, który jako jeden z nielicznych przeżył katastrofę okrętu. O godzinie 9.30 został wyłowiony przez Niemców, po blisko czterech godzinach spędzonych w wodzie. Ku ujściu podążyły też cztery ścigacze grupy nr 1, którym nie udało się dostarczyć na Stare Molo swoich pasażerów. Wszystkie zdołały przedrzeć się na otwarte wody.
Ostatnim ocalałym okrętem, który wciąż przebywał w porcie, był MGB 314 z kmdr. Ryderem na pokładzie. Skierował się on ku Staremu Molo w nadziei, że napotka tam ludzi Newmana. Zamiast na komandosów natknął się jednak na bunkier, z którego Niemcy rozpoczęli celny ostrzał. Do jedynego wciąż sprawnego działa okrętu podszedł ciężko ranny marynarz William Savage. Prowadząc ostrzał z odsłoniętego stanowiska, skoncentrował na sobie niemiecki ogień, co pozwoliło MGB 314 wydostać się z portu. Zanim to jednak nastąpiło, Savage został zabity.

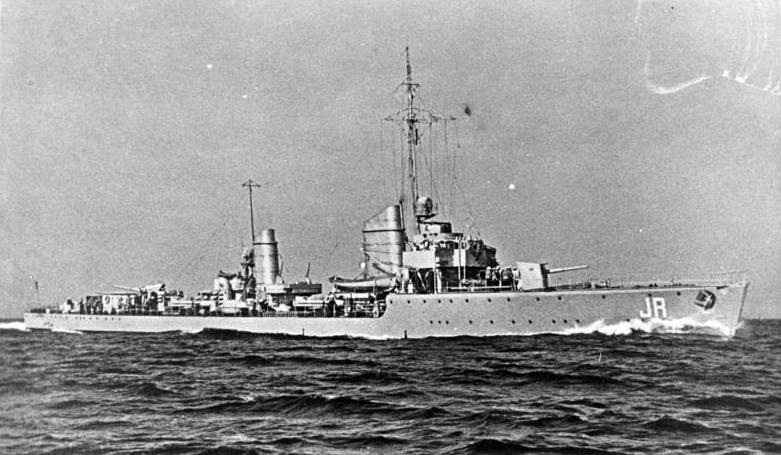
Torpedowiec „Jaguar”

Ocalałe ścigacze skierowały się do oddalonego 40 km od brzegu punktu zbiorczego, gdzie miały spotkać się z niszczycielami eskorty. Jako pierwsze dotarły tam około godziny 4.30 MGB 314 i ML 270. Wkrótce zjawiły się również ML 156 i ML 446 oraz HMS „Tynedale” i HMS „Atherstone”. Niszczyciele wzięły na pokład ocalałych, a poważnie uszkodzone ścigacze zostały zatopione (MGB 314, ML 270, 446) bądź opuszczone (ML 156). Nie czekając na spóźniające się cztery pozostałe okręty, niszczyciele odpłynęły do Falmouth. Ich odwrót przed atakami niemieckich bombowców Ju 88 i He 111 osłaniały HMS „Cleveland” i HMS „Brocklesby” oraz ciężkie myśliwce Bristol Beaufighter.
Trzy z pozostałych ścigaczy (ML 160, ML 307 i ML 443) zdołały samodzielnie dotrzeć do Wielkiej Brytanii, choć były po drodze zaciekle atakowane przez Luftwaffe (udało się im nawet zestrzelić jednego He 111). Czwartemu, ML 306 porucznika Hendersona, to się nie powiodło. Około 70 km od Saint-Nazaire został przechwycony przez powracający do portu zespół pięciu torpedowców z „Jaguarem” kmdr. ppor. Friedricha-Karla Paula na czele. Henderson odmówił kapitulacji i podjął beznadziejną walkę z przeważającymi siłami wroga. „Jaguar” przeprowadził manewr taranowania, ale zwinny ścigacz zastosował unik. Wkrótce jednak celna salwa z dział torpedowca unieruchomiła brytyjski okręt, zabijając jego dowódcę i pozostałych marynarzy na mostku. Paul po raz drugi wezwał ML 306 do kapitulacji. W odpowiedzi podwójnie sprzężony karabin maszynowy Lewisa przejął ranny saper sierż. Thomas Durrant i zaczął ostrzeliwać mostek niemieckiego okrętu. Podczas krótkiej wymiany ognia Anglik został trafiony szesnastoma kulami i padł krytycznie ranny. Wkrótce potem Niemcy dokonali abordażu i dopiero wtedy nieliczni wciąż pozostający przy życiu Brytyjczycy poddali ścigacz. Durrant zmarł następnego dnia od odniesionych ran.

### Działania komandosów

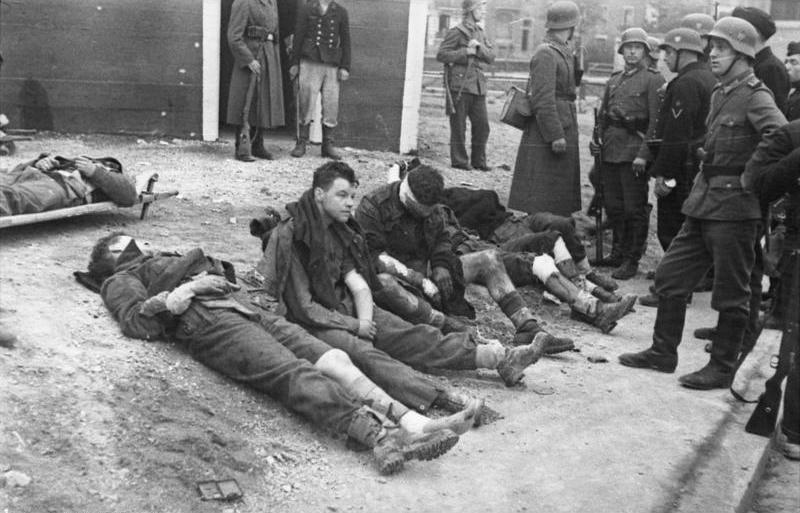
Ranni komandosi w niemieckiej niewoli

Godzinę po rozpoczęciu rajdu do kwatery Newmana zaczęli przybywać grupami i pojedynczo komandosi z różnych zdziesiątkowanych zespołów. To co pozostało z grupy nr 3 przeprowadził przez most obrotowy jego zastępca mjr Copland. Wkrótce dotarli też nieliczni komandosi z grup nr 1 i 2. Przekazali oni wieści o katastrofie desantu przy Starym Molo. Wiedząc już, że strefa ewakuacji jest wciąż opanowana przez Niemców, a okręty Rydera rozpoczęły odwrót, Newman uzgodnił z Coplandem plan dalszego działania. Obaj oficerowie odrzucili myśl o kapitulacji i postanowili podjąć próbę przebicia się przez miasto na prowincję. W tym celu niecała setka wciąż zdolnych do walki komandosów została podzielona na 20-osobowe grupy i około 3.00 wyruszyła ku mostowi podnoszonemu, który łączył port z Saint-Nazaire.
Na przedzie posuwali się najlepiej uzbrojeni członkowie zespołów szturmowych Roya i Rodericka, za nimi podążali saperzy i ranni. Natarcie osłaniał uzbrojony w Brena sierż. Haines. Komandosi dotarli w uporządkowanym szyku do Placu Staromiejskiego, przez który wiodła najkrótsza droga do mostu. Most był już jednak obsadzony przez Niemców, a kilkadziesiąt metrów za nim znajdował się bunkier ze stanowiskiem ciężkiego karabinu maszynowego. Mimo to, Newman poderwał swoich ludzi do czołowego ataku. Rzucając przed siebie granaty i strzelając w pełnym biegu z Thompsonów, grupa około 50 komandosów zdołała przebić się przez niemieckie linie i rozproszyła się wśród zabudowań miasta. W tym czasie do Saint-Nazaire przybył już jednak 679 Pułk Piechoty Wehrmachtu. Jego patrole rozpoczęły przeczesywać miasto dom po domu w poszukiwaniu Brytyjczyków. Do rana większość z nich wraz z ppłk. Newmanem została wytropiona i wzięta do niewoli. Tylko pięciu komandosom udało się przebić przez niemiecki kordon. Dzięki wydatnej pomocy francuskiej ludności cywilnej i ruchu oporu przedostali się oni do neutralnej Hiszpanii, a stamtąd przez Gibraltar do Wielkiej Brytanii.

## Eksplozja HMS „Campbeltown”

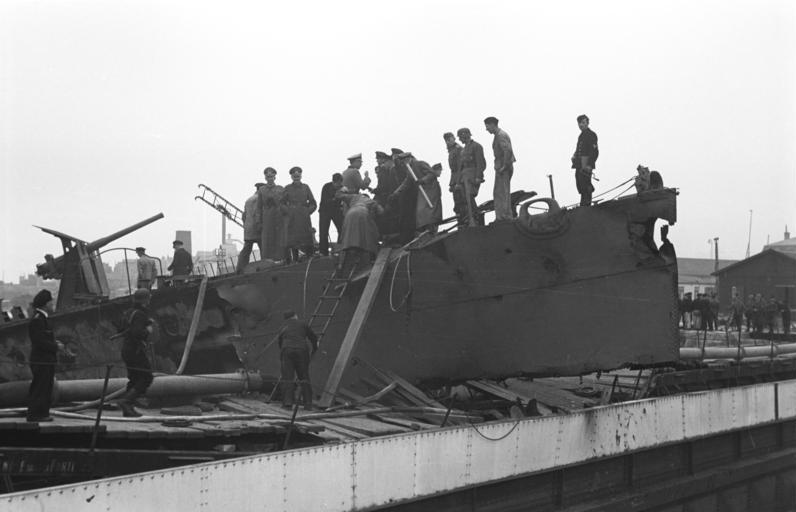
Niemcy oglądający wrak „Campbeltowna” (rano 28 marca)

Gdy około 8.00 ustały ostatnie walki, Niemcy rozpoczęli oceniać zniszczenia i badać pozostawiony przez Brytyjczyków sprzęt. Grupa ponad 30 oficerów weszła na pokład „Campbeltowna” w celu inspekcji okrętu. Ich podejrzeń nie wzbudziły wypełnione betonem zbiorniki. Prawdopodobnie uznali, że jest to balast, który miał wzmocnić siłę taranowania. Tymczasem na nabrzeżu zebrało się kilkuset niemieckich żołnierzy i marynarzy, bowiem rozeszła się wśród nich wieść, że we wraku znajduje się duża ilość angielskich papierosów i alkoholi oraz innych godnych zabrania „na pamiątkę” przedmiotów.
Dopiero o 10.35 (ponad półtorej godziny później niż przewidywano) nastąpiła detonacja 24 bomb głębinowych. Potężna eksplozja wstrząsnęła miastem, kompletnie niszcząc wrota Doku Normandie i wszystko co było w jego okolicach. Kilkuset zgromadzonych w pobliżu Niemców zginęło lub odniosło rany. Okaleczony wrak niszczyciela z oderwaną częścią dziobową przemieścił się wraz z wdzierającą się wodą do wnętrza doku, uszkadzając remontowane w nim dwa tankowce. Niespodziewany wybuch wywołał panikę i chaos w niemieckich szeregach. Do końca dnia do kwatery kmdr. Zuckschwerdta napływały meldunki o rzekomych kolejnych atakach komandosów lub dywersantów, a na terenie całego miasta niemieckie patrole toczyły walki z urojonym przeciwnikiem, strzelając w kierunku każdego podejrzanego obiektu.
29 marca zaprowadzono w mieście względny spokój. Dopiero wtedy do portu wpuszczono jego francuskich pracowników. Według ich relacji Niemcy wciąż usuwali z chodników, ścian budynków i przewodów kolejowej sieci trakcyjnej ludzkie szczątki rozrzucone przez podmuch eksplozji brytyjskiego okrętu.
Jednak już następnego dnia w Saint-Nazaire ponownie rozległy się strzały. Po południu eksplodowały dwie torpedy wystrzelone podczas rajdu przez MTB 74, niszcząc śluzę przy Starym Wejściu. Pracujący w tym rejonie francuscy robotnicy w panice rzucili się do ucieczki. Niemcy uznali, że jest to akt dywersji lub wybuch powstania i otworzyli ogień, zabijając wielu z nich. Około 20.30, w wyniku kolejnego nieporozumienia, w pobliżu nadmorskiego bulwaru niemieccy wartownicy ostrzelali własny patrol. Do podobnych incydentów i przypadkowych bratobójczych walk doszło również w wielu innych częściach miasta. Wykorzystując zamieszanie, po broń sięgnęli również niektórzy francuscy cywile. Został ostrzelany między innymi miejski szpital oraz dworzec kolejowy. Na skutek trwających do godziny 23.00 chaotycznych starć zginęło kilkunastu niemieckich żołnierzy oraz robotników Organizacji Todta (ich mundury w kolorze khaki przypominały te noszone przez brytyjskich komandosów). Śmierć poniosło również 16 Francuzów (w tym kobiety i dzieci), a 26 zostało rannych.

## Następstwa

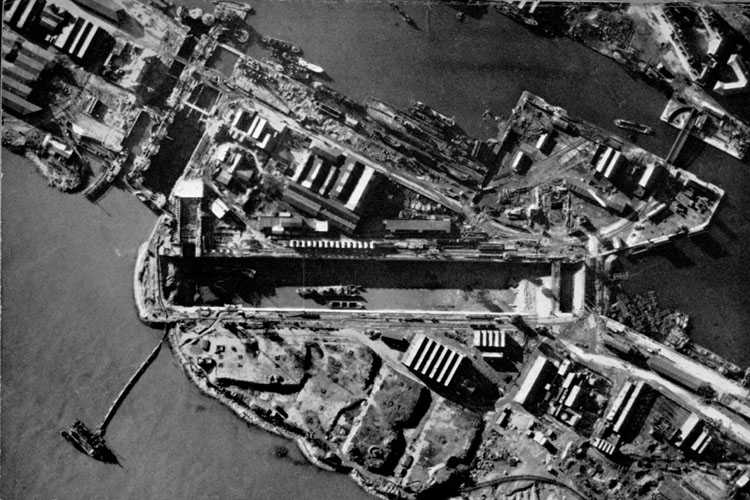
Dok Normandie kilka miesięcy po rajdzie: w miejscu południowych wrót usypano ziemny wał, wrak „Campbeltowna” wciąż tkwi wewnątrz doku

Brytyjskie dowództwo oceniło rajd jako sukces zarówno w skali taktycznej, operacyjnej, jak i strategicznej. „Nie znam podobnego przypadku w historii działań wojennych, ażeby tak małe siły wyrządziły wrogowi w tak krótkim czasie tak duże szkody... Ten błyskotliwy atak został przeprowadzony nocą, pod silnym ogniem nieprzyjaciela, przez garstkę ludzi, którzy z niezawodnością i precyzją osiągnęli to, czego nie zapewniłoby nam nawet najcięższe bombardowanie lotnicze czy morskie” – stwierdził Mountbatten. Co prawda komandosi nie zdołali zniszczyć wszystkich celów ataku, ale najważniejszy z nich, czyli suchy dok, został wyłączony z jakiegokolwiek użytku. Choć Niemcy podjęli energiczne prace nad jego odbudową, zniszczenia były tak wielkie, że został on ponownie uruchomiony dopiero po zakończeniu wojny w 1947 roku. Tirpitz, zmuszony do ukrywania się w norweskich fiordach, nigdy nie wypłynął na otwarty Atlantyk. Ostatecznie 12 listopada 1944 roku został zatopiony przez RAF przy użyciu nowych bomb Tallboy.
Rozwścieczony powodzeniem rajdu Adolf Hitler zwolnił ze stanowiska Szefa Sztabu OB West generała Carla Hilperta. 13 kwietnia 1942 roku wydał też dyrektywę nakazującą wzmocnienie ochrony baz okrętów nawodnych i U-Bootów oraz rozbudowę umocnień wokół kluczowych portów na wybrzeżu Atlantyku (nakłady na ich konstrukcję wkrótce zwiększono trzykrotnie).
Mieszkańcy Saint-Nazaire zostali oskarżeni przez niemieckie władze o sprzyjanie i udzielenie aktywnej pomocy Brytyjczykom. W ramach represji wysiedlono około 800 francuskich rodzin, a zabudowania Starego Miasta zostały wyburzone.

### Straty
Brytyjscy komandosi i marynarze okupili sukces dotkliwymi stratami. Spośród 611 ludzi biorących udział w akcji 168 straciło życie (104 marynarzy i 64 komandosów) – większość na zniszczonych okrętach. Odnaleziono tylko 56 ciał, które zostały potem pochowane z pełnymi honorami wojskowymi na cmentarzu w La Baule-Escoublac. 214 Brytyjczyków dostało się do niewoli (w tym ppłk Newman i kmdr ppor. Beattie), z czego trzy czwarte było rannych. Z 17 ścigaczy, które wzięły udział w ataku, 11 zostało zdobytych lub zniszczonych przez Niemców, a 3 zostały samozatopione.
Podczas nocnych walk z komandosami sama tylko Kriegsmarine straciła 42 zabitych i 127 rannych oraz dwa holowniki i okręt patrolowy. Kilka innych okrętów zostało uszkodzonych. Natomiast trudna jest do ustalenia liczba ofiar porannej eksplozji „Campbeltowna”. Oficjalny niemiecki raport podaje liczbę „około 100” zabitych, lecz jest ona prawdopodobnie znacznie zaniżona. Według powojennych francuskich szacunków na skutek wybuchu Niemcy stracili co najmniej 380 ludzi (w tym około 60 oficerów). Kolejnych kilkuset odniosło rany.

### Odznaczenia

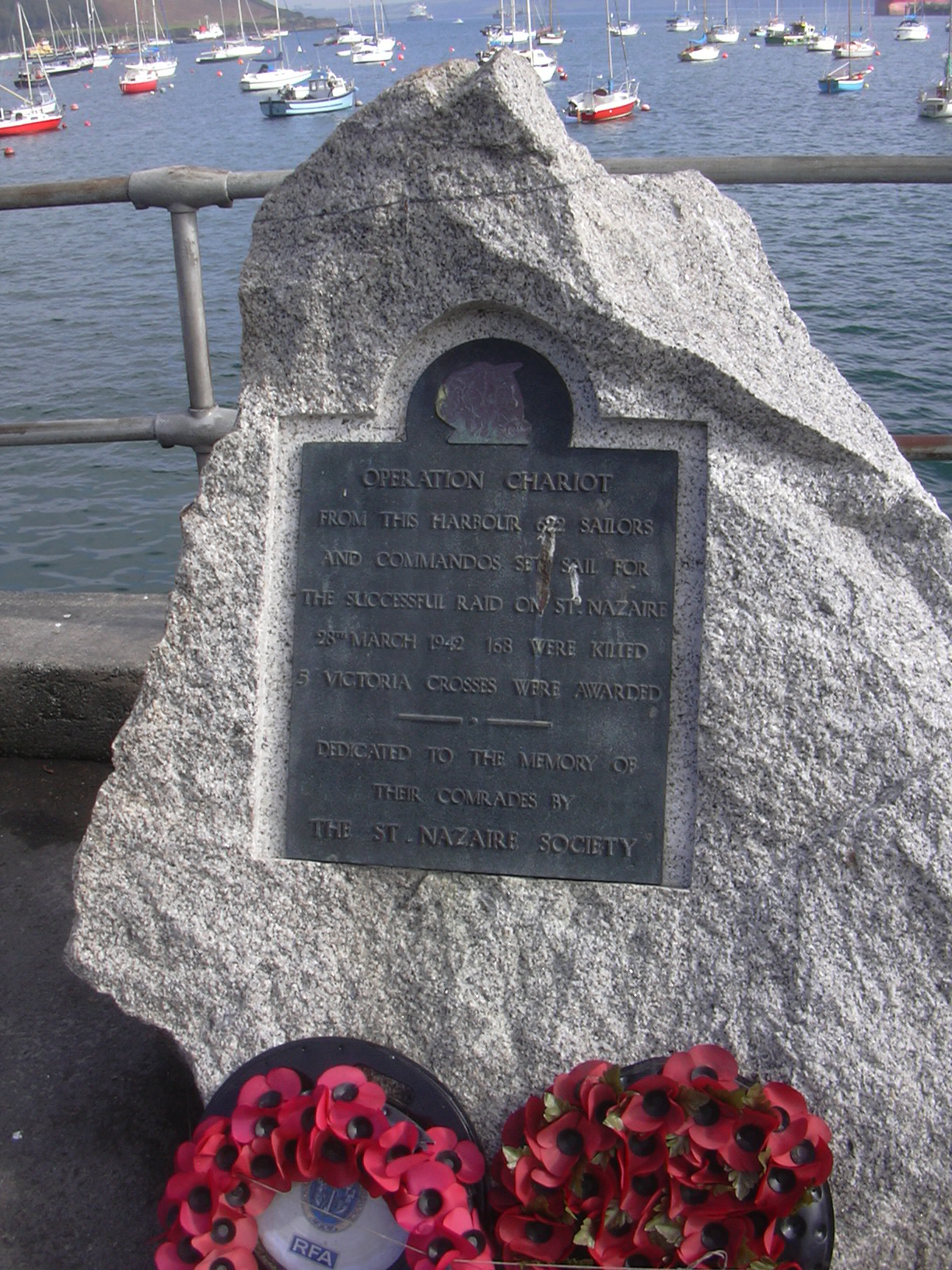
Pomnik w porcie w Falmouth upamiętniający rajd

Pięciu uczestników rajdu zostało odznaczonych Krzyżem Wiktorii – najwyższym brytyjskim orderem wojennym. Jest to największa liczba tych odznaczeń przyznana za jedną bitwę podczas całej II wojny światowej. Uhonorowani:
- ppłk Charles Newman (2 Commando) – dowódca komandosów,
- kmdr por. Robert Ryder (Royal Navy) – dowódca zespołu okrętów,
- kmdr ppor. Stephen Beattie (Royal Navy) – dowódca HMS „Campbeltown”,
- sierż. Thomas Durrant (1 Commando) – członek grupy desantowej nr 1, pośmiertnie,
- st. mar. William Savage (Royal Navy) – członek załogi MTB 314, pośmiertnie.

Sierż. Durrant został odznaczony m.in. dzięki zabiegom oficera niemieckiej marynarki wojennej, prawdopodobnie dowódcy torpedowca „Jaguar”, kpt. mar. Friedricha-Karla Paula. Tydzień po bitwie wybrał się on do obozu jenieckiego w Rennes, gdzie odwiedził ppłk. Newmana. Opisał mu walkę przeciwko ML 306 i zasugerował przyznanie Durrantowi „wysokiego odznaczenia”. Był to drugi przypadek w historii, kiedy Krzyż Wiktorii został przyznany w wyniku osobistej inicjatywy i rekomendacji wroga. Ponadto Durrant został pierwszym żołnierzem wojsk lądowych uhonorowanym Krzyżem Wiktorii za akcję zbrojną na morzu.
Wielu pozostałych uczestników rajdu otrzymało inne wysokie odznaczenia wojenne: czterech Distinguished Service Order, siedemnastu Distinguished Service Cross, jedenastu Military Cross, czterech Conspicuous Gallantry Medal, pięciu Distinguished Conduct Medal i dwudziestu czterech Distinguished Service Medal.

## Rajd w kulturze masowej
- Operacja Chariot była inspiracją dla filmu Attack on the Iron Coast w reżyserii Paula Wendkosa z 1968 roku[83].
- W 2007 roku na zlecenie BBC Jeremy Clarkson zrealizował poświęcony akcji film dokumentalny Jeremy Clarkson: The Greatest Raid of All Time[6].
- Na rajdzie wzorowana jest jedna z misji wydanej w 2005 roku przez EA Games gry komputerowej Medal of Honor: European Assault[84].
- DLC zawierające dodatkową misje której akcja dzieje się w Saint-Nazaire do gry komputerowej Enemy Front produkcji Polskiego studia CI Games[85]